# 伊東祐郎
伊東 祐郎（いとう すけろう、1955年11月 - ）は、日本の言語学者。専門は、応用言語学・日本語教育学。国際教養大学グローバル・コミュニケーション実践研究科 日本語教育実践領域代表、東京外国語大学名誉教授。元日本語教育学会会長。

## 略歴
- 1978年3月 獨協大学外国語学部英語学科卒業
- 1983年3月 西イリノイ大学教育学部大学院修士課程修了
- 1987年1月 アラバマ大学外国語センター講師
- 1989年8月 同 副センター長・衛星放送日本語主任講師
- 1992年4月 東京外国語大学留学生日本語教育センター講師
- 1995年4月 同助教授
- 2002年4月 同教授
- 2013年5月 日本語教育学会 会長[1]。
- 2015年4月 東京外国語大学国際日本学研究院教授（改組に伴う配置転換）
- 2017年4月 東京外国語大学副学長（国際交流等担当）・附属図書館長[2]
- 2019年3月 東京外国語大学定年退職、名誉教授
- 2019年4月 国際教養大学グローバル・コミュニケーション実践研究科 日本語教育実践領域代表
- 2019年12月 文化庁長官表彰[3]。

## 著書
- 『日本語教師の成長と自己研修』（共著）凡人社，2005
- 放送大学テレビ教材『日本語基礎A』放送大学教育振興会（共編著），2005
- 『日本語中級からのスキルシラバス ワークブック』（共著）凡人社，2005
- 『やってみよう「参加型学習」!日本語教室のための4つの手法～理念と実践～』スリーエーネットワーク第1部3章（単独），2005